# Société Européenne de Véhicules Légers
Koordinaten: 50° 16′ 0,86″ N, 3° 20′ 26,4″ O
Die Société Européenne de Véhicules Légers S.A. (Europäische Gesellschaft für leichte Nutzfahrzeuge), auch bekannt als Sevel Nord war zuletzt ein Joint-Venture von Groupe PSA und Toyota.
Nach der Fusion von PSA und FCA zu Stellantis wurde Sevel Nord 2021 zu „Stellantis Hordain“.

## Geschichte
Das Unternehmen wurde 1978 von der französischen PSA Peugeot Citroën S.A. und der italienischen Fiat Auto S.p.A. zur Produktion von Automobilen und Nutzfahrzeugen gegründet. Die Verhandlungen führten damals die Geschäftsführer Umberto Agnelli seitens Fiat und Jean Paul Parayre seitens des PSA-Konzerns. Die Beteiligung an dem Unternehmen lag für beide Unternehmen bei jeweils 50 Prozent. Während die Kooperation Società Europea Veicoli Leggeri Sevel (Sevel Sud) zwischen PSA und Fiat weiter bestehen blieb, kündigte Fiat die Zusammenarbeit bei Sevel Nord 2012 auf und Toyota wurde 2013 neuer Kooperationspartner von PSA. 2021 fusionierte der Teileigentümer PSA
mit FCA zu Stellantis, so dass diese der neue Kooperationspartner von Toyota ist.
Auf dem Werksgelände in der Ortschaft Lieu-Saint-Amand, Frankreich werden 4.515 Arbeitnehmer beschäftigt. Die Produktionskapazität liegt bei 260.000 Einheiten im Jahr. Damit ist das Werk der größte Nutzfahrzeughersteller Europas und deckt in etwa 37 Prozent des Nutzfahrzeugmarktes ab.
In der Anfangszeit war die Firma mit ihrem Sitz in Paris lediglich als Importeur der Fahrzeuge aus der italienischen Produktion zuständig. Seit dem Jahre 1994 hingegen werden nun auch Fahrzeuge in Frankreich hergestellt. Es ist weltweit der vierte Produktionsstandort der gemeinschaftlichen Unternehmung und nimmt mit seiner hohen Produktion eine wichtige Position innerhalb des Konzerns ein. Zum Ende des Jahres 2012 zog sich Fiat aus Sevel Nord zurück, das Modell Fiat Scudo sollte aber noch bis 2016 gebaut werden. Ab dem 2. Quartal 2013 wurde ein Schwestermodell der Baureihen Peugeot Expert, Citroën Jumpy und Fiat Scudo als Toyota Proace gebaut. Seit 2016 wird eine neue Generation der Baureihen Peugeot Expert, Citroën Jumpy und Toyota Proace produziert, sowie die Minivans Peugeot Traveller, Citroën Spacetourer und Toyota Proace Verso.

## Minivans

### Eurovan
Die Aktivitäten des französischen Sevel-Werkes umfassen die Herstellung leichter Nutzfahrzeuge wie Minivans, Kastenwagen, Wohnmobile und Pritschenwagen für den europäischen Markt. Hergestellt werden baugleiche Fahrzeuge verschiedener Marken. Die ersten hier gebauten Fahrzeuge wurden als Eurovan bezeichnet. Der Name leitete sich von der verwendeten Plattform namens Euro ab. Sie wurde auch bei Società Europea Veicoli Leggeri Sevel S.p.A. (Sevel Sud) für den Bau von Automobilen verwendet. Die Fahrzeugmodelle unterschieden sich in der Ausstattung und Form an Front und Heck.

#### Typ 220/221 (1994–2002)
Die erste Generation mit bis zu acht Sitzplätzen wurde im Juni 1994 eingeführt. Die Verkaufsbezeichnungen waren Peugeot 806, Citroën Evasion, Fiat Ulysse und Lancia Zeta.
Im Oktober 1998 wurde eine Modellpflege durchgeführt.

#### Typ 179AX (2002–2014)
Die zweite Generation des Eurovan, für die nur Fiat die gleiche Bezeichnung beibehielt, ging im Juni 2002 in Produktion. Die Modelle wurden als Peugeot 807, Citroën C8, Fiat Ulysse und Lancia Phedra vertrieben. Sie erhielten die Höchstwertung von 5 Sternen im Euro NCAP-Crashtest.
Der Eurovan wurde im Juni 2006 technisch überarbeitet und erfüllte nun auch die Abgasnorm Euro 4.
Im Februar 2008 wurden alle vier Modelle überarbeitet.
Die Produktion des Lancia Phedra wurde Mitte 2010 eingestellt, ein Jahr später folgte der Fiat Ulysse, Nachfolger dessen wurde der Fiat Freemont, die Nachfolge des Phedra hatte der Lancia Voyager angetreten.
2014 wurde die Produktion des Citroën C8 und Peugeot 807 eingestellt.

### Peugeot Traveller, Citroën Spacetourer und Toyota Proace Verso 2 (seit 2016)
Seit 2016 werden die von PSA und Toyota gemeinsam entwickelten Peugeot Traveller, Citroën Spacetourer und Toyota Proace Verso2 im Werk produziert.

## Nutzfahrzeuge

### Auf Basis der Eurovans

#### Typ 222/224/223 (1995–2007)
Auf Basis des Eurovan erschienen ab 1995 Peugeot Expert, Citroën Jumpy und Fiat Scudo. Angesprochen wurden damit hauptsächlich Taxi- und Mietwagenunternehmen sowie mittelständische Unternehmen. Die Fahrzeuge wurden als Kastenwagen, Kombi, Doppelkabine oder mit Pritsche bzw. nur als Fahrgestell für Sonderaufbauten angeboten.

#### Typ 229 (2007–2015)
Die zweite Generation basierte ebenfalls auf der zweiten Generation des Eurovan und behielt die Verkaufsbezeichnungen komplett. Es gab die Modelle weiterhin als Kastenwagen in zwei Höhen und zwei Längen, einen Kombi für den Personentransport und eine Version als Pritsche bzw. wieder als Fahrgestell für Sonderaufbauten.
2015 wurde die Produktion eingestellt und der Lagerbestand verkauft, es konnten 2016 keine Autos mehr konfiguriert werden.
Nachdem Fiat sich mit Chrysler zu FCA zusammengeschlossen hatte, wurden die PKW-Versionen für die Marken Fiat und Lancia durch Chryslermodelle ersetzt. 2012 kündigte Fiat auch den Vertrag für die Nutzfahrzeuge, wobei der Scudo aber noch bis 2016 weiter bei Sevel gebaut und dann durch den Talento ersetzt wurde. PSA schloss daraufhin eine Kooperation mit Toyota, zwischen Toyota und PSA gab es schon seit 2002 das Joint Venture TPCA für Kleinstwagen. Ab 2013 gab es das Eurovan-Modell nun auch als Toyota Proace. Die gemeinsame Entwicklung eines Nachfolgemodells für 2016 zwischen Toyota und PSA wurde ebenfalls vereinbart.

### 3. Generation Peugeot Expert und Citroën Jumpy, 2. Generation Toyota Proace (seit 2016)
Die zwischen PSA und Toyota entwickelte neue Generation wird neben den Minivan-Modellen Peugeot Traveller, Citroën Spacetourer und Toyota Proace Verso 2 seit 2016 im Werk präsentiert.